# Cuphea procumbens
Cuphea procumbens là một loài thực vật có hoa trong họ Lythraceae. Loài này được Ortega mô tả khoa học đầu tiên năm 1797.

## Hình ảnh

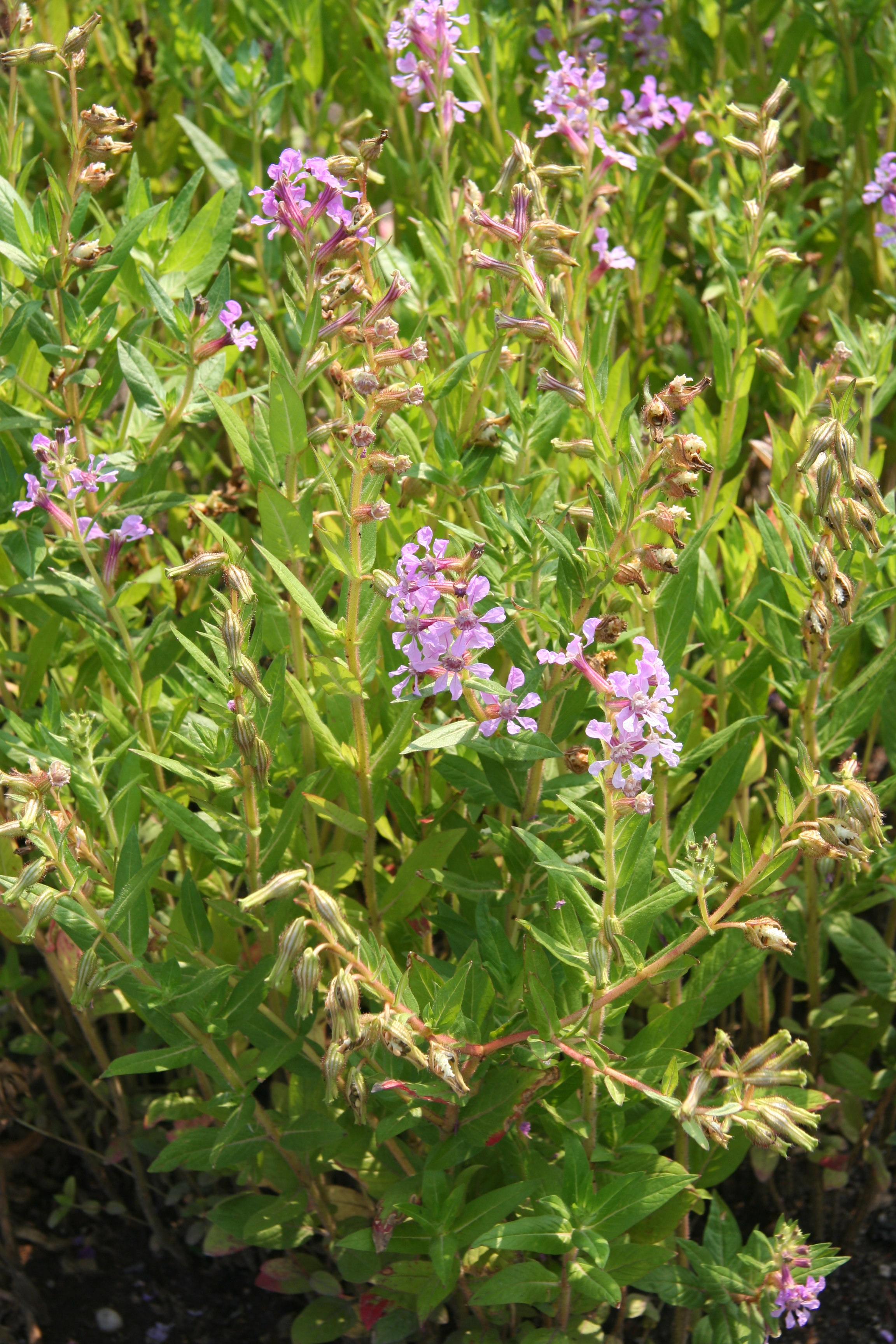
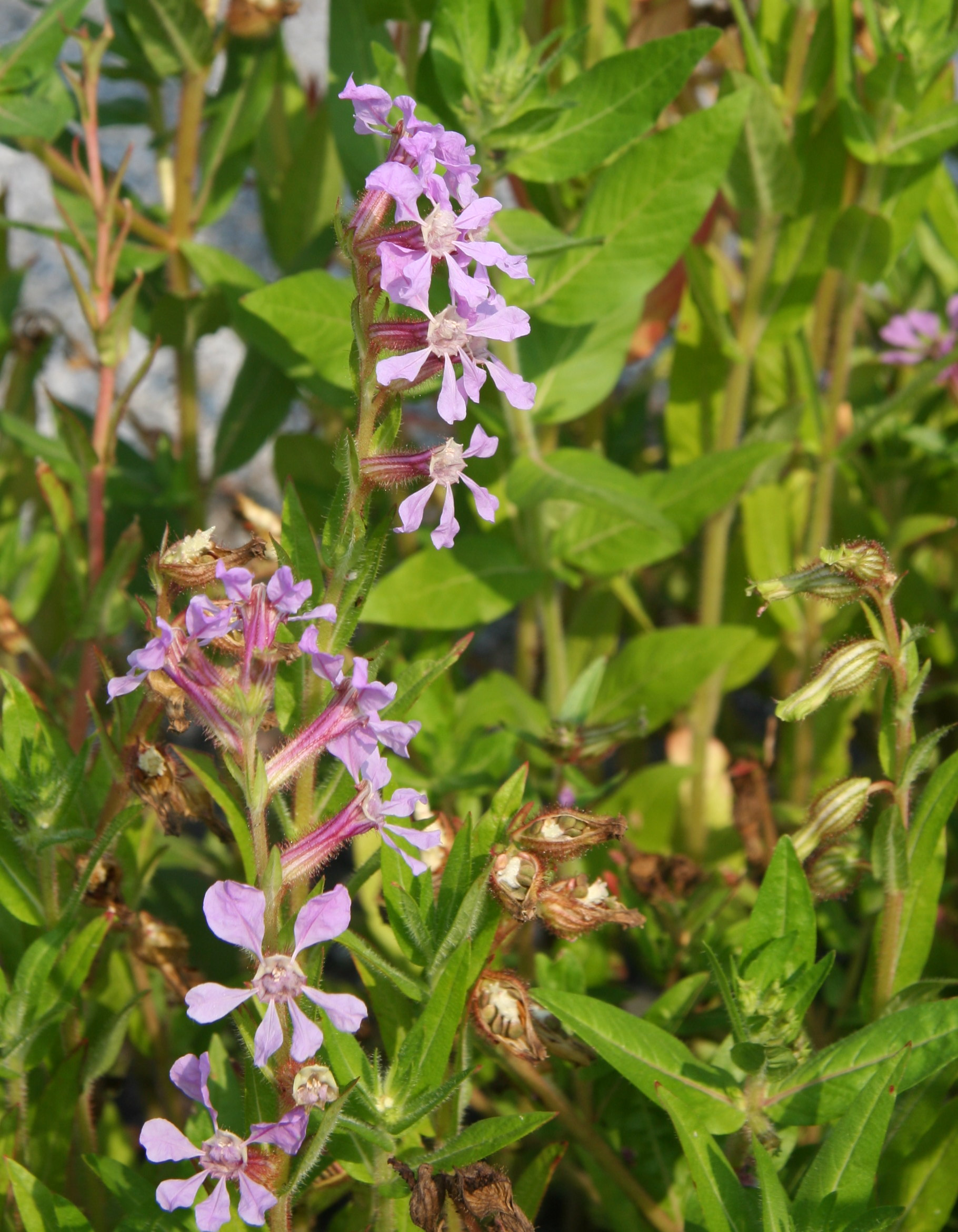
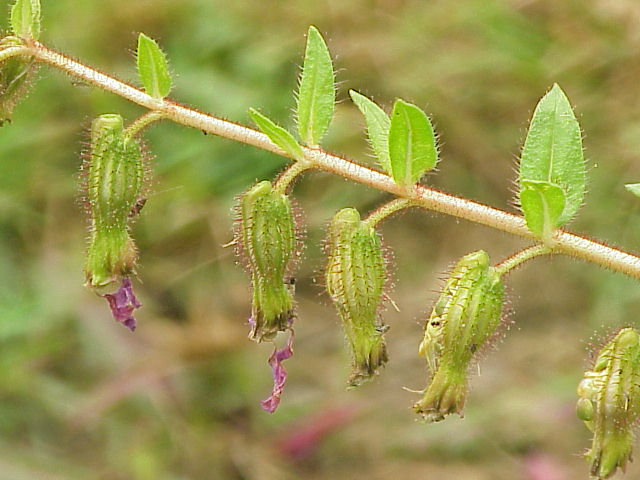